# حفل توزيع جوائز الأوسكار السادس والستون
حفل توزيع جوائز الأوسكار السادس والستون (بالإنجليزية: 66th Academy Awards)‏ هو حفل توزيع جوائز أقيم في تاريخ 3 مارس 1994 بجناح دوروثي تشاندلر,لوس أنجلوس بضيافة ووبي غولدبرغ لمدة 3 ساعات، 18 دقائق. وفي هذه الدورة، حاز فيلم قائمة شندلر على جائزة أفضل فيلم. كما حصل فيلم قائمة شندلر( 12 ترشيح) على أكثر الترشيحات وكانت أكثر الجوائز من نصيب قائمة شندلر(7 جوائز). قامت هيئة الإذاعة الأمريكية بتغطية الحفل السادس والستون لجوائز الأوسكار.

## روابط خارجية
- حفل توزيع جوائز الأوسكار السادس والستون على موقع IMDb (الإنجليزية)
- حفل توزيع جوائز الأوسكار السادس والستون على موقع ميوزك برينز (الإنجليزية)